# ایستگاه میوزیم (تورنتو)
ایستگاه می‌وزیم (انگلیسی: Museum station) یک ایستگاه مترو در خط یک یانگ–یونیورسیتی در تورنتو،  انتاریو، کانادا است. این در سال ۱۹۶۳ افتتاح شد و در زیر پارک کوئینز در خیابان چارلز غربی، در کنار موزه سلطنتی انتاریو قرار دارد که به این نام نامگذاری شده‌است. سرویس وای-فای در این ایستگاه در دسترس است.